# Баркетта (судно)
Баркетта или баркет (итал. barchetta — маленькая лодка) — историческое название малоразмерных парусно-гребных судов, широко распространённых в восточных районах Средиземного моря. В течение XVII и XVIII веков они активно использовались для рыболовства. Во Франции термин «баркетта» закрепился за гребными судами, принадлежащими портовым службам.